# Warenhaus S. Knopf
Das Warenhaus S. Knopf war ein Einzelhandelsunternehmen in Freiburg im Breisgau, das Ende des 19. Jahrhunderts vom jüdischen Kaufmann Sally Knopf (eigentlich Simon Knopf; 1845–1922) gegründet wurde. Da weitere Familienmitglieder, nämlich seine Brüder Max, Moritz und Albert, ebenfalls auf diesem Feld tätig waren, gab es zu dieser Zeit weitere Warenhäuser Knopf.

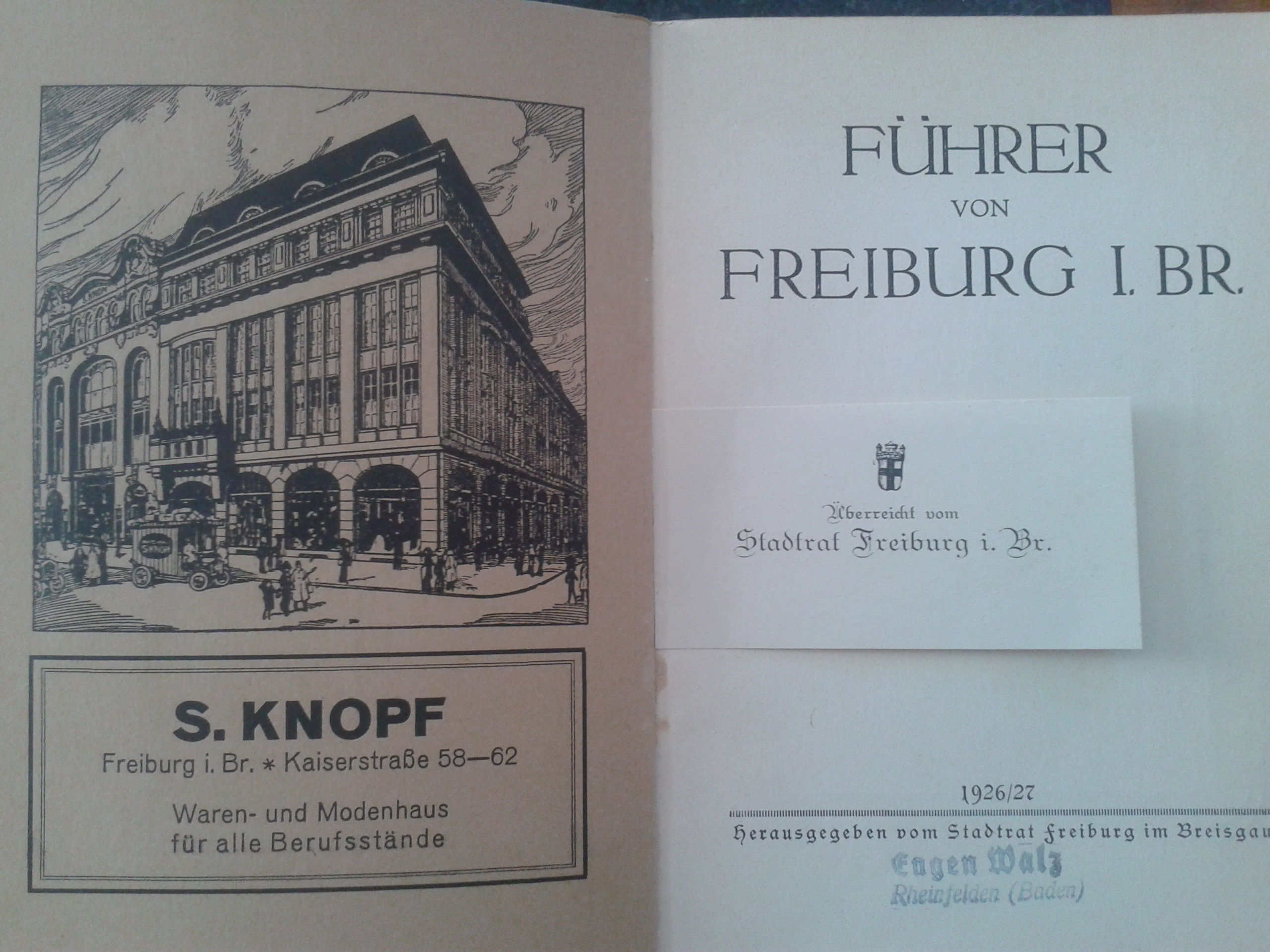
Werbeanzeige in: Stadtrat Freiburg (Hrsg.): Führer von Freiburg i. Br. 1926/27.

## Geschichte

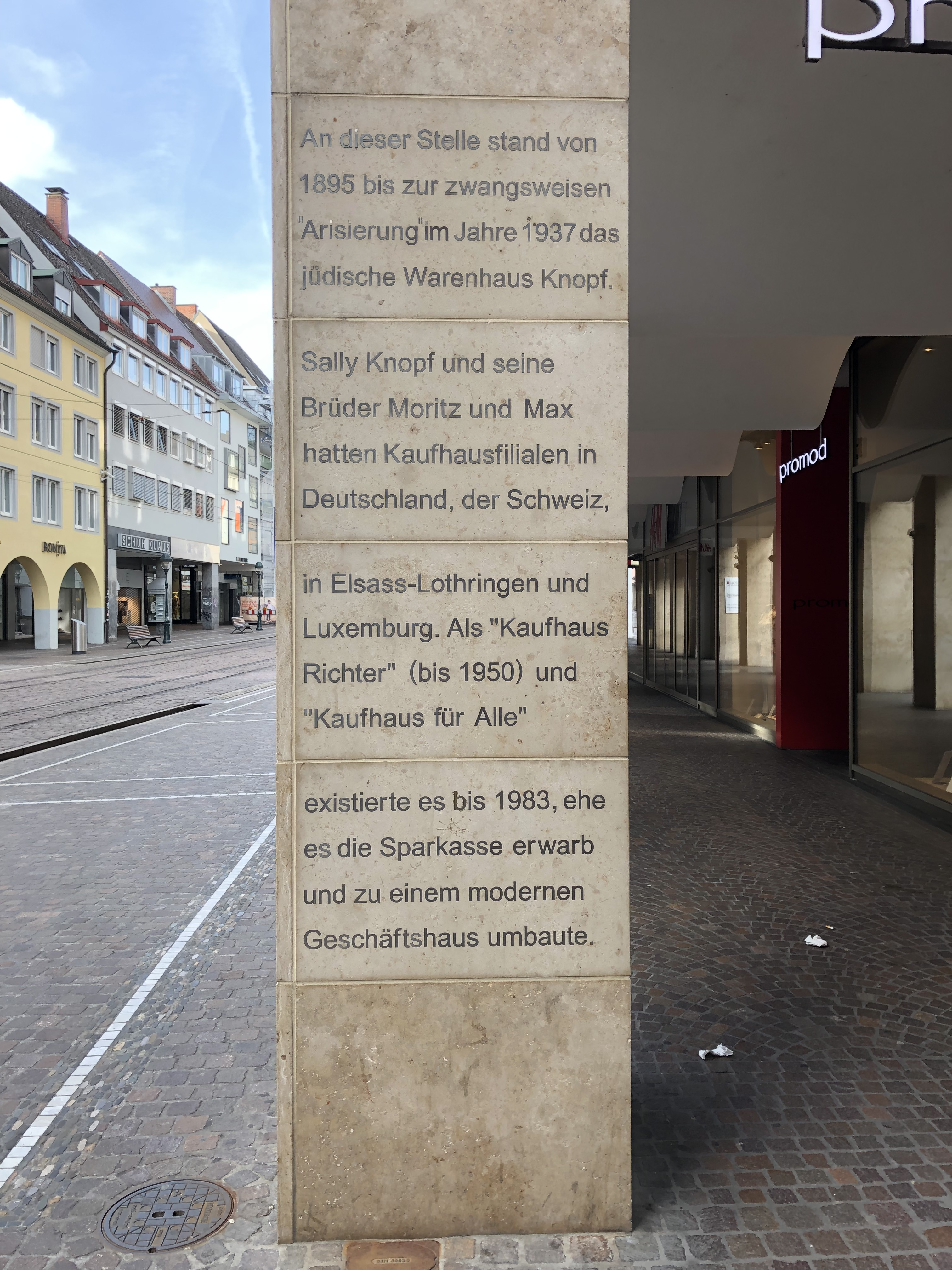
Inschrift zur Erinnerung, am Ort des vormaligen Warenhauses Knopf

Am 20. März 1887 eröffnete im Obergeschoss des Gebäudes Kaiserstraße 32 (heute an der Ecke Kaiser-Joseph-Straße / Weberstraße) das Strassburger Engros-Lager M. Knopf, das sich von Anfang an im Besitz von Sally Knopf und seiner Frau Rebekka befand.
1895 folgte der Umzug in das Obergeschoss des Gebäudes Kaiserstraße 60 (Kaiser-Joseph-Straße 192). Knopf erwarb 1898 für 175.000 Mark das komplette Haus Kaiserstraße 60, 1904 für 400.000 Mark das benachbarte Haus Kaiserstraße 62 sowie 1910 für 290.000 Mark auch das rechte Nachbarhaus Kaiserstraße 58.
Das Haus Kaiserstraße 60 ließ Knopf abreißen und vom Freiburger Architekten Friedrich Ploch durch ein Warenhaus ersetzen, das über große Fenster in den ersten drei seiner vier Geschosse verfügte. Nachdem das Haus Kaiserstraße 62 gegenüber der Einmündung der Münstergasse im Jahr 1904 von den Freiburger Architekten Walther und Jacobsen als Kaufhaus umgestaltet worden war, folgte 1910 der Ausbau der beiden benachbarten Gebäude mit einer einheitlich wirkenden Sandsteinfassade. Sie verband neoklassizistische Elemente mit Jugendstil-Merkmalen und war vom Freiburger Architekturbüro Philipp Walter & Cie. geplant worden.
Arthur, der Sohn von Sally Knopf, führte das Unternehmen nach dem Tod des Vaters weiter. 1927 erwarb er für 180.000 Mark das Grundstück Kaiserstraße 56 (heute Kaiser-Joseph-Straße 190) mit dem Wempeschen Haus auf der anderen Seite der Franziskanergasse. Das 1888 dort errichtete repräsentative Gebäude ließ er abreißen und ersetzte es durch einen Neubau von Philipp Walther. Mit seinen runden Formen erinnerte dieser Neubau etwas an die Kaufhäuser des jüdischen Architekten Erich Mendelsohn. Die Fassade des Neubaus wurde an das Haus Kaiser-Joseph-Straße 192 angeglichen und mit einer bereits bei Beantragung heftig umstrittenen Brücke über die Franziskanergasse an den Stammsitz angebunden. Baupläne hierzu finden sich noch heute in den Akten des Staatsarchivs Freiburg über einen Prozess, den der Freiburger Kommerzienrat Julius Mez 1910/1911 vor dem Landgericht Freiburg (A 25/1 Nr. 300) gegen das Warenhaus Sally Knopf wegen „Hypothekengefährdung“ führte. Knopfs Vision war es, nach dem Erwerb der Häuser Kaiserstraße 54 und 52 einen großen, einheitlichen Warenhausneubau ausführen zu können.

Namensaktie über 500 Franken der Sally Knopf AG in Interlaken vom 2. September 1935

Von Freiburg ausgehend entstanden mehrere Filialen, z. B. in Colmar (im damaligen Reichsland Elsaß-Lothringen) und 1899 in Lörrach. Letztere wurde 1909 durch einen modernen Neubau im Jugendstil ersetzt, in dem sich heute die Stadtbibliothek Lörrach befindet. Mit Basel kam 1895 die erste Schweizer Filiale hinzu, die auch das erste Warenhaus in Basel war. In kurzer Folge eröffnete Knopf weitere Warenhäuser in Luzern, Freiburg im Üechtland (1907) und Interlaken. In den 1920er Jahren wurden die Schweizer Filialen zu vier von Schweizern geleiteten, rechtlich selbstständigen Aktiengesellschaften umgewandelt, die aber im Einkauf kooperierten. Durch Heirat von zwei der fünf Töchter von Sally Knopf gingen die Häuser später überwiegend in das Eigentum von Schweizern über.
Die jüdischen Warenhäuser in Deutschland wurden ab 1933 boykottiert und 1938 „arisiert“. Zum 1. April 1937 übernahm der langjährige Prokurist Fritz Richter das Unternehmen. Arthur Knopf kam 1938 ins KZ Dachau, konnte aber 1939 in die Schweiz fliehen. Seine Schwester Betty wurde Mitte der 1920er-Jahre wegen Depression in die Irrenanstalt Illenau eingewiesen und 1940 im Rahmen des „Euthanasie“-Programms, der „Aktion T4“, der Nationalsozialisten ermordet. Am 27. November 1944 wurde das Freiburger Warenhaus bei der „Operation Tigerfish“, einem britischen Luftangriff, größtenteils zerstört.
1949 wurde den Knopf-Erben nach einer Restitutionsklage in einem Vergleich die Hälfte des Unternehmens zugesprochen. Das wiederaufgebaute Kaufhaus Richter wurde 1950 in Kaufhaus für Alle umbenannt und die stehengebliebene Fassade in den Folgejahren mehrmals umgestaltet. Anfang der 1980er Jahre erwarb die Sparkasse Freiburg-Nördlicher Breisgau das Gebäude, das Kaufhaus musste jedoch 1983 wegen Insolvenz schließen. 2011 wurde das Gebäude abgerissen, um einen Neubau errichten zu können, da der Eigentümerin eine Sanierung nach zeitgemäßen Standards unwirtschaftlich erschien. Die zwischenzeitlich entstandene Baulücke gewährte einen überraschenden Blick auf den Chor der Martinskirche, der zur Gründung einer Bürgerinitiative führte, die sich für einen neuen Platz an dieser Stelle einsetzte, der aber inzwischen bebaut wurde. Der Neubau wurde 2014 fertiggestellt, eine Inschrift weist auf die Geschichte des Hauses und die früheren Eigentümer Knopf hin. Die Mitte des Jahres 2014 gezeigte Ausstellung „Waren Haus Geschichte“ in den Räumen der Sparkasse würdigte ausführlicher die Familie Knopf und ihre Warenhäuser und gab auch einen Überblick über allgemeine Aspekte von Warenhäusern.

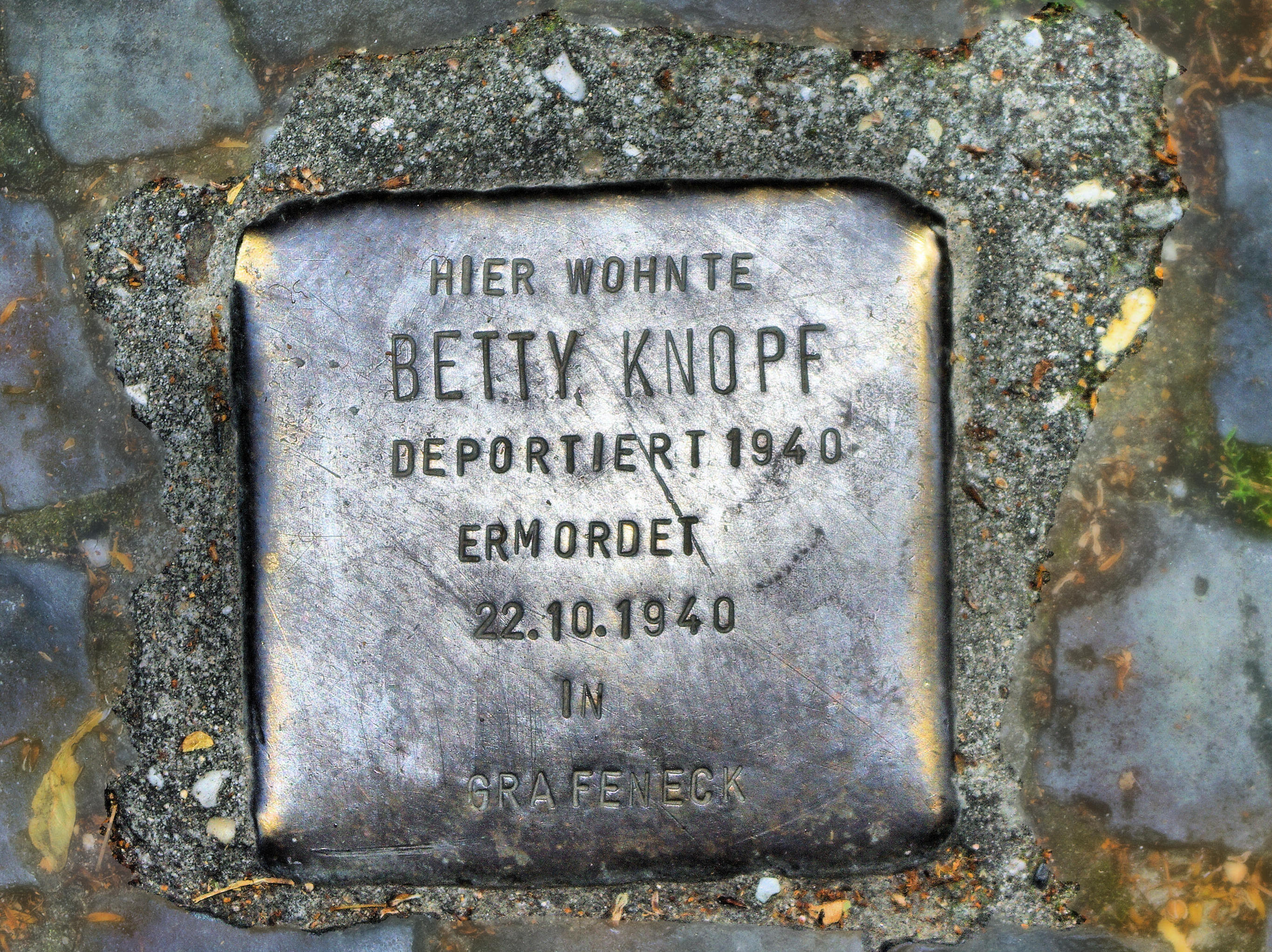
Stolperstein für Betty Knopf

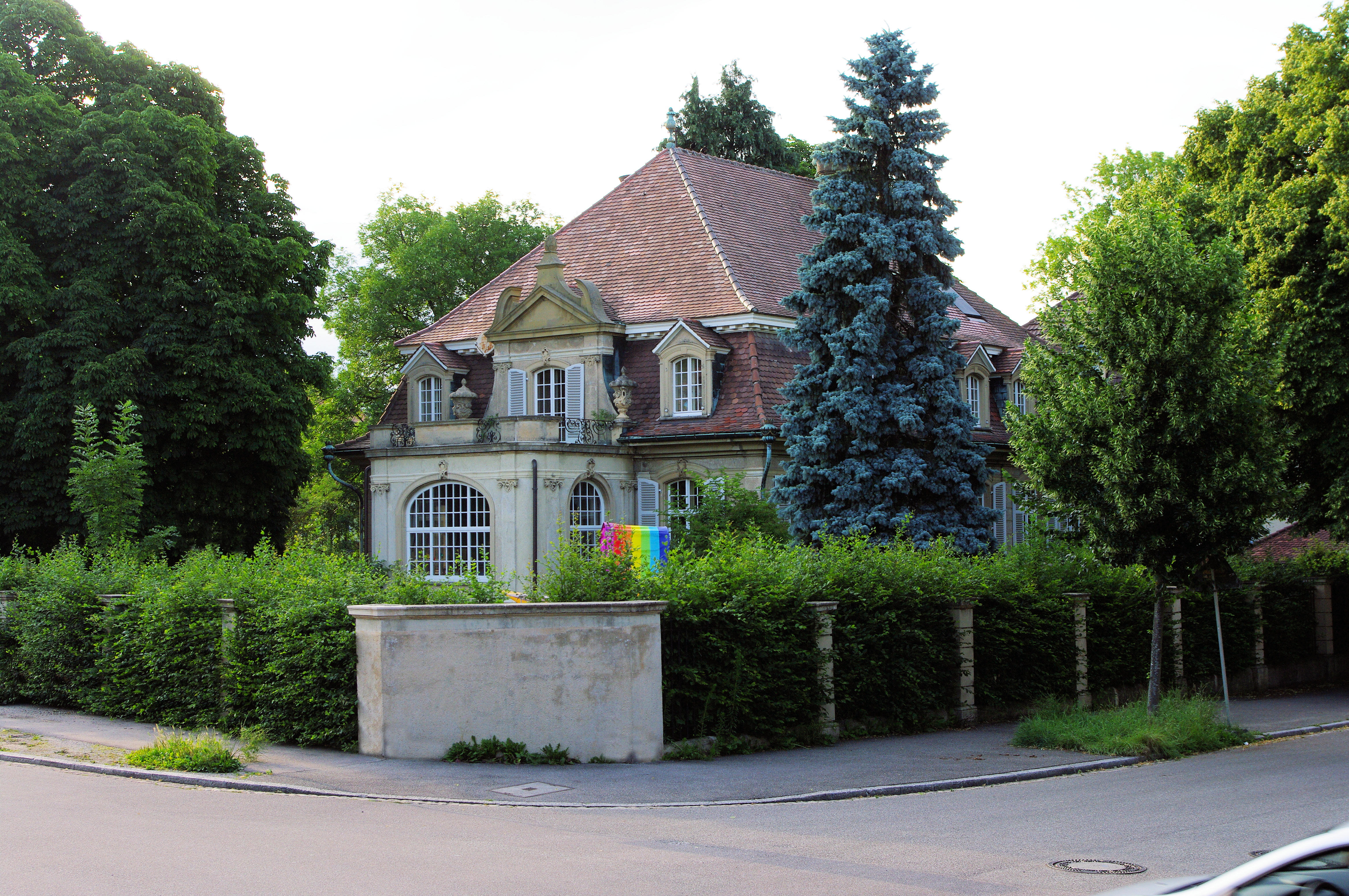
Ehemalige Villa der Familie Knopf

Die 1927/1928 im neobarocken Stil erbaute Freiburger Villa der Familie Arthur Knopf (Beethovenstraße 8 ▼), die von der Familie aber schon 1935 aus finanziellen Gründen verkauft worden war, wurde nach Kriegsende von den französischen Besatzungstruppen beschlagnahmt, später kam sie in verschiedene private Hände. Sie steht unter Denkmalschutz und ist seit 1989 im Besitz der Hamburger Johann Carl Müller-Stiftung, die dort einen integrativen Montessori-Kindergarten betreibt. Ein Stolperstein am Eingang zum Garten der Villa erinnert heute an die Geschichte der Familie Knopf. Der Stolperstein verweist auf Betty Knopf, die jedoch Mitte der 1920er-Jahre mit ihren Eltern, zuletzt mit der Mutter Rebekka Knopf im Haus Ludwigstraße 30 in Freiburg ▼ wohnte, das beim Luftangriff im November 1944 vollständig zerstört wurde.